# Let Love In
A Let Love In a Nick Cave and the Bad Seeds nyolcadik albuma, 1994-ből.

## Közreműködő zenészek
- Nick Cave – ének, zongora, orgona, elektromos zongora, glockenspiel, Mick Harvey – gitár, orgona, csörgő, tamburin, vonósok, dob, vokál
- Blixa Bargeld – gitár, vokál
- Thomas Wydler – dob, vokál, csörgő, triangulum, tamburin, timpani
- Conway Savage – zongora, vokál
- Martin P. Casey – basszusgitár, vokál

## A számok
1. Do You Love Me?
2. Nobody’s Baby Now
3. Loverman
4. Jangling Jack
5. Red Right Hand
6. I Let Love In
7. Thirsty Dog
8. Ain’t Gonna Rain Anymore
9. Lay Me Low
10. Do You Love Me? – Part 2